# Худ, Хорас
Сэр Хорас Ламберт Александр Худ (англ. Sir Horace Lambert Alexander Hood; 2 октября 1870, Лондон — 31 мая 1916, Северное море, близ полуострова Ютландия) — британский морской офицер, контр-адмирал.

## Биография

### Происхождение
Хорас Худ происходил из семьи потомственных морских офицеров, давших Британии ряд выдающихся флотоводцев. Он приходился правнуком знаменитому адмиралу времен Войны за независимость США и французских революционных войн Сэмюэлу Худу (1726—1814), 1-му виконту Худу.

### Служба
В 12 лет Хорас был зачислен во флот Её Величества на учебный корабль «Britannia» в Дартмуре. В 1885 году он становится кандидатом на производство в офицеры и направляется на броненосец «Temeraire», входящий в Средиземноморскую эскадру. Затем — переводится на броненосец «Minotaur». В 1887 году вновь меняет место службы и переводится на крейсер «Calliope», вместе с которым направляется на Тихий океан. Там в бухте Апиа ему предстоит пережить Самоанский ураган 1889 года, причем Calliope становится единственным из семи иностранных кораблей, который не затонул.
Сдав с первой попытки экзамен на офицерский чин и набрав при этом рекордное количество баллов, Худ получает чин лейтенанта и возвращается в Средиземноморскую эскадру, на это раз — на броненосец «Trafalgar», где в течение трех лет изучает штабную работу и артиллерийское дело. Затем последовательно переводится на броненосцы «Royal Sovereign», «Sans Pareil», крейсер «Cambrian». На этих кораблях проявил себя как исправный офицер и был рекомендован правительству Египта, которое выделило под его командование канонерскую лодку «Nile» и отправило в Нильскую экспедицию для участия в войне с повстанцами Махди. По итогам сражений при Атбара и Омдурмане, где Худ осуществлял артиллерийскую поддержку, он получает чин капитана 2 ранга, минуя промежуточный чин капитан-лейтенанта. Там же он знакомится с кэптэном (будущим вице-адмиралом) Дэвидом Битти.
Во время Второй англо-бурской войны Худ получает под командование группу транспортов, осуществляющих перевозки из метрополии к Южной Африке. Затем — снова переводится на Средиземноморье, на флагманский броненосец адмирала Чарльза Берресфолда «Rammilies». 1 января 1903 года Худ произведен в чин кэптена (капитана 1 ранга) и получает назначение на крейсер «Hyacinth», на котором отправляется в Британскую Ост-Индию. В 1904 году он получает первую командную должность — но не корабле, а на суше: Худ во главе 754 моряков и солдат Хэмпширского полка участвует в подавлении восстания дервишей в Британском Сомали. За эту кампанию он получает Орден Заслуг.
За отличную службу Худ в 1906 году получил под командование броненосный крейсер «Berwick», а в следующем году был назначен военно-морским атташе при посольстве в Вашингтоне. Там он встретил свою будущую жену Элен Тузэлин, на которой женился в 1910 году. В 1908 году он вернулся в метрополию и получил под командование новый броненосец «Commonwealth», которым командовал в течение года. В 1909 году Худ становится начальником Королевского Военно-морского колледжа, которым командовал до 1913 года. 17 мая 1913 года Худ произведен в чин контр-адмирала и поднял флаг на броненосце «Centurion», а в июле 1914 года стал секретарем Первого Лорда Адмиралтейства У.Черчилля.

### Первая мировая война
С началом войны, Худу, учитывая его опыт в прибрежных операциях, была отдана под командование небольшая группа мониторов на бельгийском побережье. С ними он участвовал в осаде Антверпена и битве при Изере, где своим огнём помогал бельгийцам удерживать береговую линию во время «Бега к морю». По возвращении в Англию, он получил назначение командующим 3-й эскадрой линейных крейсеров. Эскадра состояла из трех кораблей: «Indomitable», «Inflexible» и «Invincible», на котором Худ поднял свой флаг.

### Ютландское сражение
В мае 1916 года британскому флоту выпал шанс разгромить германский Флот Открытого моря в генеральном сражении. Эскадра Худа была присоединена к главным силам под командованием адмирала Джона Джеллико и составила его авангард. Это первоначально спасло их от участи, которая выпала эскадре линейных крейсеров вице-адмирала Дэвида Битти, у которого два корабля пошли на дно из-за взрыва боеприпасов.
Первоначально Худ получил задачу уйти на северо-запад и спасти легкий крейсер «Chester», который вышел вперед главных сил с разведывательными целями, но попал в засаду из 4 германских легких крейсеров и оказался под угрозой потопления. Своевременное вмешательство Худа предотвратило потопление крейсера. Своим огнём адмирал рассеял немецкие корабли и нанес легкому крейсеру «Wisbaden» тяжелые повреждения, из-за чего к ночи он затонул вместе с 589 членами экипажа.
Вмешательство Худа привело в недоумение командующего немецкими линейными крейсерами адмирала Хиппера, который счел, что основные силы британского флота подходят с северо-запада. Тем временем, Худ получил приказ двигаться на соединение с потрепанной эскадрой адмирала Битти, чтобы усилить её. Соединившись с Битти, Худ организовал авангард британского линейного флота, который начал движение в сторону основных германских сил.

### Гибель
Авангарды флотов, состоявшие из линейных крейсеров и меньших кораблей встретились около 18:00. Немецкие экипажи, обладая лучшей выучкой, сразу добились успеха, потопив броненосный крейсер «Defence», который пошел на дно вместе с 903 членами команды и контр-адмиралом Робертом Арбетнотом. Линкор «Warspite» получил тяжелые повреждения. Эскадра же Худа попала под перекрестный огонь с линейных крейсеров «Лютцов» и «Дерфлингер». Первый получил тяжелые повреждения и к вечеру был затоплен экипажем, однако перед этим он поразил флагман Худа в район погребов башни Q. Чрезвычайно опасный в обращении кордит, а также слабая броневая защита башни и погребов моментально сделали своё дело — флагман Худа взорвался, разломился пополам и мгновенно затонул почти со всеми членами экипажа и самим адмиралом. Из 1021 моряков эсминцы подобрали из воды лишь шестерых.